# Campagne (Landes)
Campagne ist eine französische Gemeinde mit 1.025 Einwohnern (Stand: 1. Januar 2022) im Département Landes in der Region Nouvelle-Aquitaine (vor 2016: Aquitanien). Sie gehört zum Arrondissement Mont-de-Marsan und zum Kanton Mont-de-Marsan-2. Die Einwohner werden Campenois genannt.

## Geographie
Die Gemeinde Campagne liegt etwa elf Kilometer westsüdwestlich von Mont-de-Marsan am Südrand der Landes de Gascogne. Die Midouze begrenzt die Gemeinde im Norden. Umgeben wird Campagne von den Nachbargemeinden Saint-Martin-d’Oney im Norden, Saint-Perdon im Osten, Haut-Mauco im Südosten, Aurice im Südosten und Süden, Le Leuy im Süden und Südwesten sowie Meilhan im Westen.

## Bevölkerungsentwicklung
| Jahr                       | 1962 | 1968 | 1975 | 1982 | 1990 | 1999 | 2006 | 2013 | 2021 |
| Einwohner                  | 868  | 771  | 682  | 708  | 765  | 840  | 901  | 1003 | 989  |
| Quellen: Cassini und INSEE |      |      |      |      |      |      |      |      |      |

## Sehenswürdigkeiten
- Kirche Saint-Pantaléon und Brunnen Saint-Pantaléon

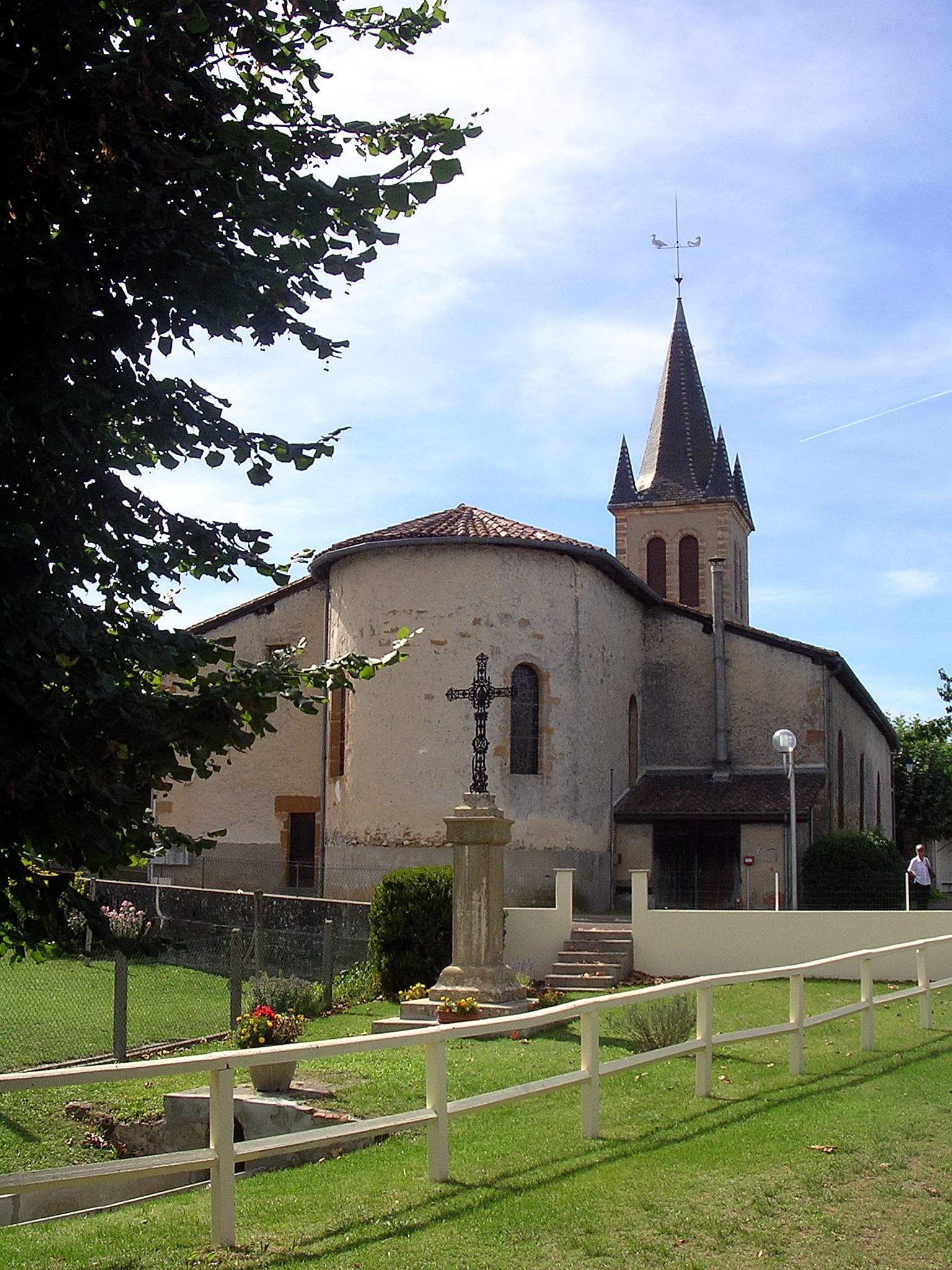
Kirche Saint-Pantaléon
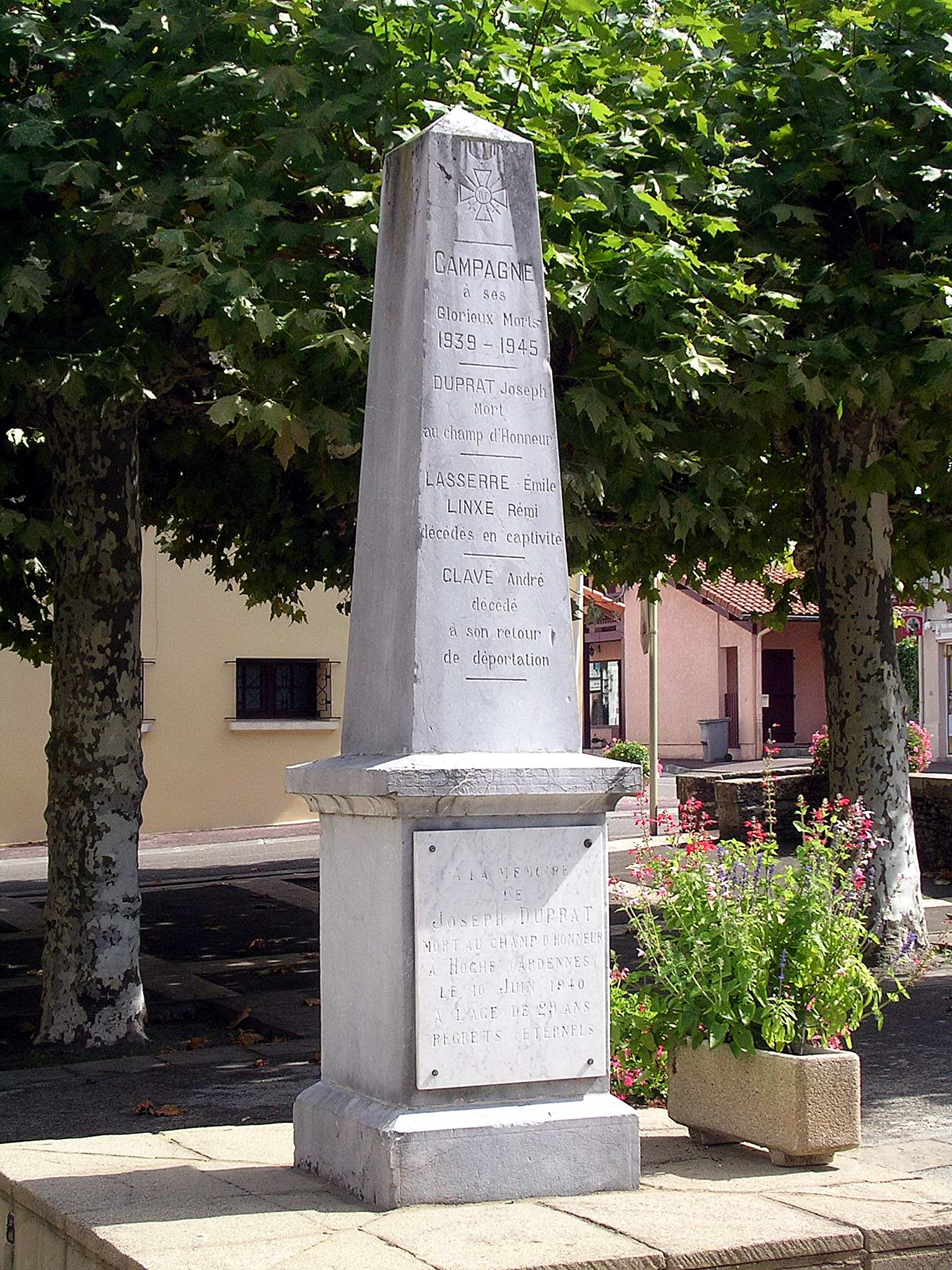
Gefallenendenkmal